# Droga wojewódzka nr 572
Droga wojewódzka nr 572 (DW572) – droga wojewódzka w centralnej Polsce w województwie kujawsko-pomorskim przebiegająca przez teren powiatu toruńskiego, w całości położona na terenie Gminy Lubicz. Droga ma długość 0,3 km. Łączy stację kolejową Lubicz z centrum miejscowości Lubicz Dolny.

## Przebieg drogi
Droga rozpoczyna się na skrzyżowaniu przy stacji kolejowej Lubicz. Następnie kieruje się na północ i po 0,3 km dociera do drogi krajowej nr 10. Jako element sieci dróg miejscowości Lubicz Dolny nosi nazwę ulicy Kolejowej.

## Miejscowości leżące przy trasie DW572
- Lubicz Dolny